# Don Camillo och hans lilla värld (film)
Don Camillo och hans lilla värld (italienska: Don Camillo) är en italiensk-fransk komedifilm från 1952 i regi av Julien Duvivier.
Filmen är den första i en serie med fem filmer om prästen Don Camillo med Fernandel i titelrollen. Den bygger på Giovannino Guareschis roman med samma namn.

## Roller (urval)
- Fernandel – Don Camillo
- Gino Cervi – Giuseppe "Peppone" Bottazzi
- Vera Talchi – Gina Filotti
- Franco Interlenghi – Mariolino "della Bruciata"
- Sylvie – signora Cristina
- Saro Urzì – Brusco
- Leda Gloria – signora Bottazzi
- Mario Siletti – Stiletti
- Marco Tulli – den smale
- Giorgio Albertazzi – Don Pietro
- Olga Solbelli – Ginas mor